# Nicolas Ferry

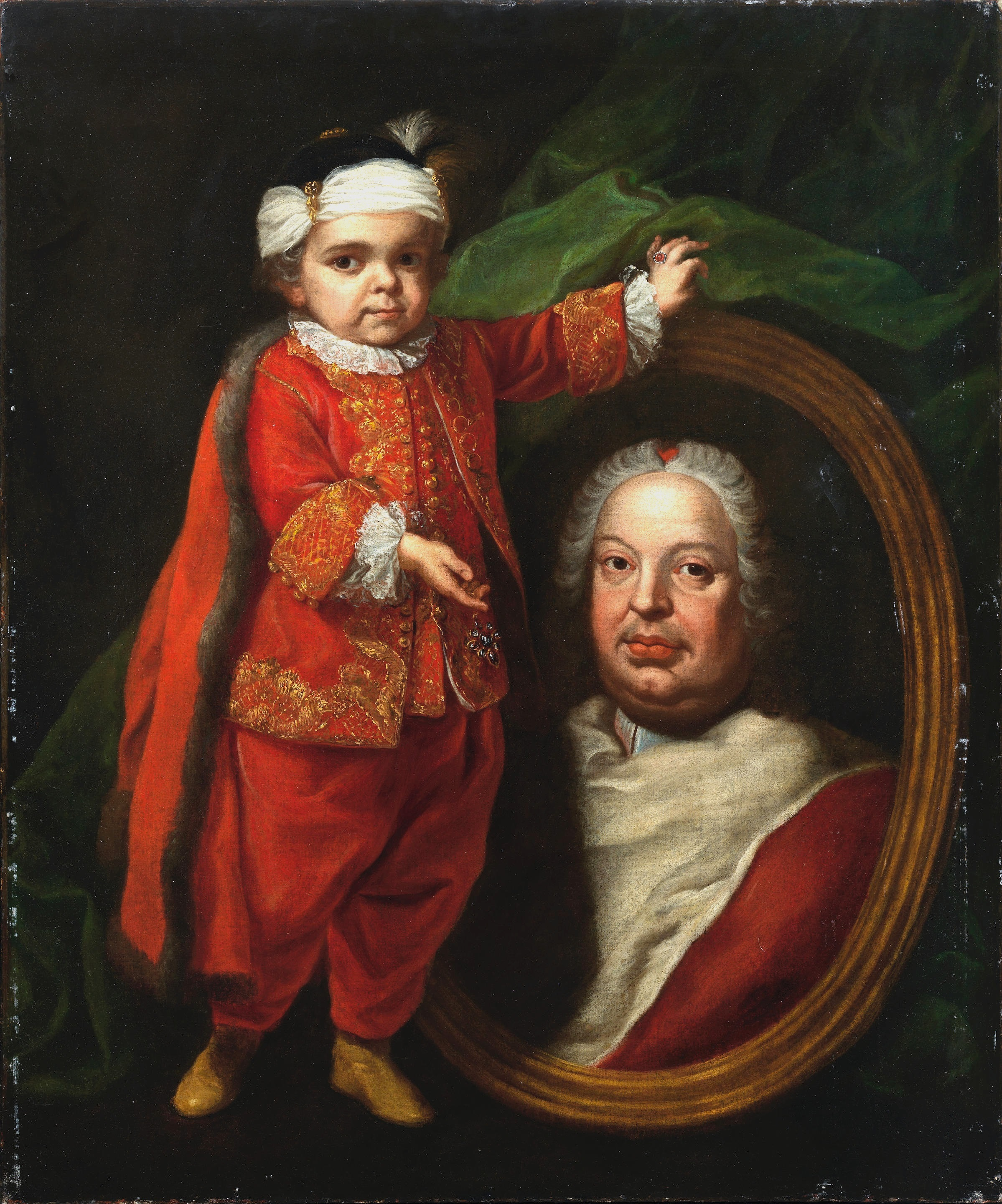
Retrato de Ferry con un retrato del rey Estanislao Leszczyński.

Nicolas Ferry (conocido como Bébé; Plaine, 11 de noviembre de 1741 - Lunéville, 6 de agosto de 1764) fue un enano francés, que se hizo conocido en toda Europa como el enano de corte del rey Estanislao I Leszczynski.

## Descubrimiento y primeros años
Nicolas Ferry nació el 14 de octubre de 1741 en Plaine, Bajo Rin, Francia, hijo de un campesino y su esposa. Fue inusualmente pequeño al nacer y creció muy poco, aunque todas las fuentes contemporáneas y retratos supervivientes están de acuerdo en que sus extremidades y tipo eran proporcionados a su altura ("enanismo proporcionado" debido a un déficit de hormona del crecimiento, y más raro que el enanismo desproporcionado o acondroplasia). Su fama se extendió, y en 1746 fue visitado por damas de la corte de Estanislao, que era también duque de Lorena y tenía su corte en Lunéville, sin embargo ya no era rey de Polonia. Estanislao envió a su médico personal para examinar al niño, que tenía entonces cinco años y aproximadamente 24 pulgadas (60 cm) de altura, y posteriormente lo llamó a buscar. Ofreció dinero a los padres de Ferry a cambio de su hijo, que debería ser mantenido y educado en la mansión de Leszczyński como enano de la corte.

## Vida en la corte
En la corte pronto fue apodado Bébé, por su aspecto infantil. Fue dado a la reina como regalo de cumpleaños en 1747, y, después de su muerte en 1748, se convirtió en propiedad  de su prima, la princesa de Talmont. Le pusieron tutores, pero comprobaron que tenía una inteligencia relativamente baja y nunca fue capaz de leer o escribir. Una pequeña casa de madera fue construida para él en una de las salas del Chateau de Lunéville, y fue mimado y consentido por su señora y la corte entera. Gastaba bromas a los visitantes y a menudo se portaba muy mal, pero era el favorito del rey y una gran distracción. Los entretenidos por sus travesuras incluyeron al duque de Richelieu y Voltaire.
En 1759 el enano polaco Józef Boruwłaski visitó la corte. Era un joven ingenioso y educado de 20 años, más bajo que Ferry y bien versado en los modales cortesanos. Las comparaciones fueron inevitables y obviamente desfavorables a Ferry, que celoso, en un ataque de ira se arrojó sobre Boruwłaski e intentó lanzarlo al fuego de la chimenea. A pesar de los ruegos del propio Boruwlaski por clemencia, el hasta entonces indulgente Estanislao ordenó que Ferry fuera azotado por este ultraje, lo que le provocó una grave conmoción.
Ferry fue también desfavorablemente comparado con Boruwłaski por el escritor aristocrático, científico y médico Louis-Élisabeth de La Vergne de Tressan, que visitó la corte de Lunéville al recibir un honor de Estanislao. De Tressan más tarde entregó un papel a la Academia de las Ciencias que compara a Ferry con un animal en comparación con el inteligente y educado enano polaco.
Ferry permaneció en la corte toda su vida, creciendo hasta los 86 cm.

## Muerte
La salud de Ferry declinó al entrar en una adolescencia tardía. Desarrolló joroba y tenía dificultades para caminar, sufriendo desgaste de los tejidos blandos y señales de envejecimiento prematuro. Finalmente padeció incontinencia e invalidez crónica, y murió el 8 de junio de 1764 a los 22 años. Su cuerpo fue hervido y el esqueleto preparado y montado para su estudio, y actualmente se guarda en el Museo del Hombre en París. Sus restos no óseos fueron enterrados en la iglesia de Lunéville; cuando la iglesia fue destruida durante la Revolución francesa, el mausoleo inscrito de Ferry fue preservado y está ahora en el Chateau de Lunéville. Algunos objetos que pertenecieron a Ferry se conservan en el museo histórico de Nancy y aún sobreviven algunas estatuillas de cera de él. Una estatuilla única en loza de Luneville, de 22 pulgadas (56 cm) de alto, modelada en vida, se guardaba en el Chateau de Lunéville, pero fue destruida en un fuego en 2003.
En 2006 y 2008, investigadores franceses publicaron estudios detallados del esqueleto de Ferry, con particular énfasis en sus mandíbulas y huesos faciales. Concluyeron que Ferry padeció una forma genética rara de enanismo primordial caracterizado por dientes pequeños, anormales, sin raíces, bautizada como la condición NMOSR.